# Albania veneciana
Albania veneciana es una región histórica de la costa de Montenegro, que perteneció a los dominios adriáticos de la República de Venecia. Desde 1420 hasta 1797, este territorio veneciano fue un baluarte en contra de la expansión de los turcos otomanos en los Balcanes. 

## Geografía
Los dominios venecianos en la costa de Montenegro iban desde los límites meridionales de la República de Ragusa (la actual Dubrovnik) hasta Durazzo (la albanesa Durrës). Estos territorios venecianos nunca llegaron a más de 20 km de la costa. Después de 1573 el límite sur de la Albania veneciana fue movido al norte, en la localidad llamada Confin (Kofin) cerca de Budua (Budva), a causa de las conquistas turcas de Antivari (Bar) y Dulcigno (Ulcinj).
Las posesiones venecianas estaban concentradas alrededor de la Bahía de Cattaro (Kotor) e incluían también a las pequeñas ciudades de Risano (Risan), Perasto (Perast), Teodo (Tivat), Castelnuovo (Herceg Novi), Budua (Budva) y Spizza (Sutomore).
A pesar de su nombre la Albania veneciana no estaba poblada por albaneses sino en sus localidades más sureñas: Antivari (Bar) y Dulcigno (Ulcinj). La gran mayoría de su población estaba constituida por gente de idioma veneciano (y por algunos serbocroatas).
El adjetivo «veneciana» era usado como contraposición con la Albania «otomana», que se extendía desde Kosovo hasta el norte de Grecia.

## Historia
Los dominios venecianos en el sur de Dalmacia estaban relacionados (entre otras cosas) con las poblaciones dálmatas de lengua neolatina, según Will Durant en su libro The Renaissance. El académico estadounidense afirma que estos ilirios romanizados de idioma dalmático sobrevivieron a las invasiones bárbaras de los ávaros y eslavos gracias al comercio con Venecia, a la que pidieron ayuda alrededor del año 1000 en contra de los reinos serbocroatas del interior de los Balcanes.
La República de Venecia empezó a establecerse en la bahía de Cattaro y rápidamente el idioma veneciano asimiló al idioma dalmático del territorio, según Matteo Bartoli en su libro Le parlate italiane della Venezia Giulia e della Dalmazia. En esos siglos eran pocos los habitantes de la costa montenegrina que hablaban en serbocroata.
A partir de 1420 Venecia se adueñó definitivamente del área (que desde entonces se llamó Albania veneciana) hasta 1797. En esos cuatro siglos la Albania veneciana no fue un territorio veneciano independiente, sino que formó parte de la llamada «Dalmacia veneciana» con capital en Zara (Zadar). Cabe precisar que en esos mismos siglos la influencia veneciana e italiana se manifestó en muchos aspectos culturales de la Albania veneciana: uno fue el literario, donde destacaron ilustres autores como Ludovico Pasquali, Cristoforo Ivanovich y Giovanni Bona de Boliris.

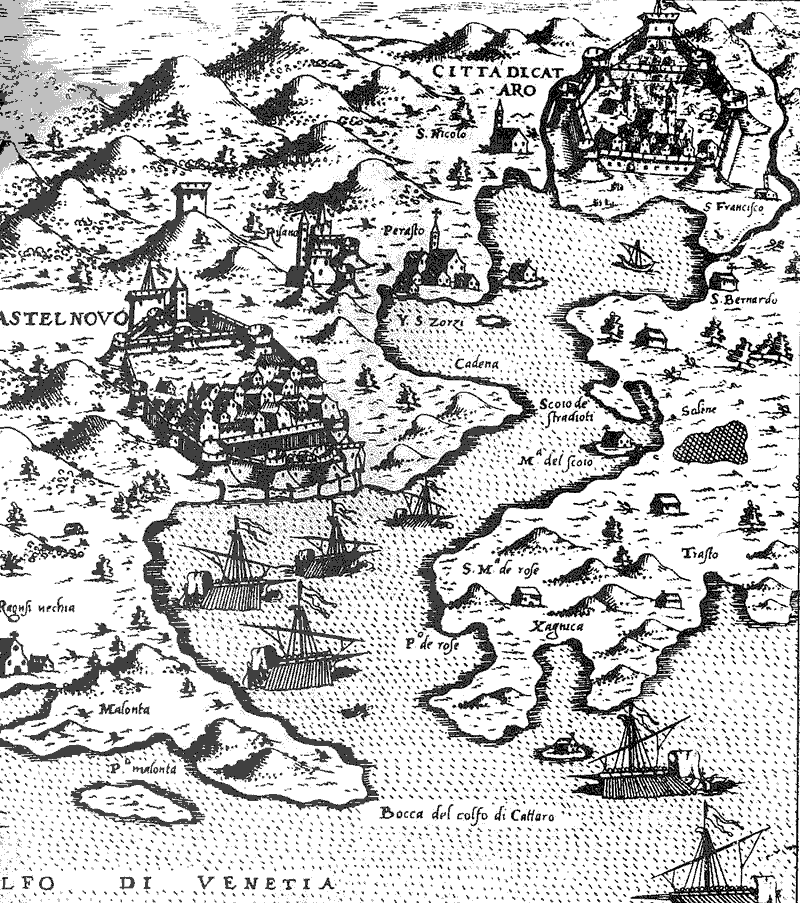
Mapa veneciano de 1680 ilustrando la bahía de Kotor (Cattaro hasta 1797)

Los turcos trataron repetidamente de conquistar la Albania veneciana, aunque solo consiguieron adueñarse de las pequeñas ciudades de Antivari (Bar) y Dulcigno (Ulcinj) en 1573. Pero, a consecuencia de las invasiones otomanas en los Balcanes, miles de cristianos eslavos y albaneses se refugiaron en la Dalmacia veneciana, cambiando la proporción numérica de las lenguas allí habladas. Según Oscar Randi en su libro Dalmazia etnica, incontri e fusioni, ya para finales del siglo XVII la población serbocroata era la mayoría en la Albania veneciana.
Napoleón conquistó Venecia en 1797 y puso fin a sus dominios adriáticos, que fueron englobados en varias entidades políticas desde entonces (Reino napoleónico de Italia, Provincias Ilirias, Imperio austrohúngaro, etc).
En 1941 Italia ocupó casi toda la costa adriática de Yugoslavia y creó la «Provincia di Cattaro», basándose en los territorios de la Albania veneciana. Esta provincia italiana fue parte de la Gobernación de Dalmacia hasta septiembre de 1943. Pero después de la Segunda Guerra Mundial el área de Cattaro (Kotor) volvió a ser parte de Yugoslavia y perdió su relativa independencia.
Actualmente los territorios que hicieron parte de la Albania veneciana constituyen el área costera del independiente Montenegro.

## Historia de las etnias romances de la Albania veneciana
Según el historiador Luigi Paulucci (en su libro Le Bocche di Cattaro nel 1810) la población de la Albania veneciana, durante los siglos de la República de Venecia, era principalmente de lengua neolatina (más del 66%) en las ciudades (Cattaro, Perasto, Budua, etc.) alrededor de las "Bocas de Cattaro" (Kotor).
Pero en las áreas del interior más de la mitad estaba constituida por gente de lengua serbocroata, especialmente después del inicio del siglo XVIII. Además había numerosas comunidades de lengua albanesa, especialmente en el extremo sur de la Albania veneciana: Paulucci escribió que en los años napoleónicos en Dulcigno (Ulcinj) la mitad de la población era albanesa, un cuarto veneciana y un cuarto serbocroata.

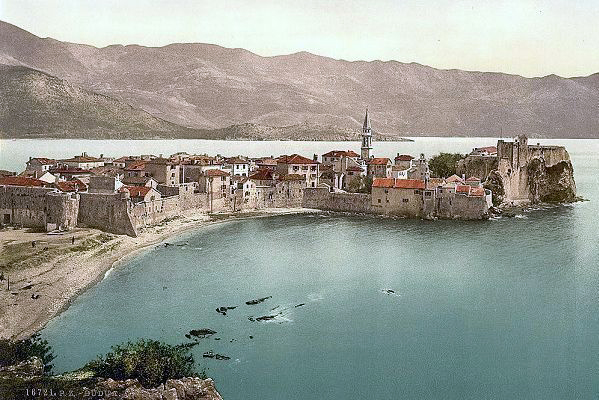
Las murallas venecianas de Budua (Budva) en una postal de 1900.

El apego a Venecia de las poblaciones romances de la Albania veneciana era extremadamente fuerte: en Perasto se libró el último combate contra Napoleón por la independencia de la República de Venecia en 1797 y allí fue sepultado el último Confalón de Venecia por la población en lágrimas.
En el siglo XIX, según el historiador Scaglioni Marzio, las guerras de independencia de Italia en contra del Imperio Austrohúngaro crearon una situación de rechazo hacia las comunidades italianas (o venecianas) de la Dalmacia austriaca. El resultado fue que en 1880 en Cattaro, según el censo austriaco de ese año, quedaron solamente 930 italianos (o sea el 31% de un total de 2910 habitantes). Apenas un siglo antes (en 1797) durante la caída de la República de Venecia, los italianos eran todavía la mayoría en la ciudad de Cattaro.
La reducción de la etnia italiana fue más marcada aún en 1910, cuando en el censo austriaco los italianos sumaron apenas el 13.6% de la ciudad de Cattaro, según Diego de Castro en su libro Dalmazia, popolazione e composizione étnica. Cenno storico sul rapporto etnico tra Italiani e Slavi nella Dalmazia. En la actualidad quedan unos 500 montenegrinos de lengua italiana, principalmente en el área de Cattaro (Kotor) y Perasto (Perast), agrupados en la «Comunitá Nazionale Italiana del Montenegro». Estos dálmatas italianos representan la parte más occidentalizada de la actual sociedad montenegrina.
La «desaparición» de la población de lengua romance en Dalmacia fue casi total después de la Segunda Guerra Mundial. El lingüista Matteo Bartoli calculó que los italianos eran el 33% de la población en toda la Dalmacia durante las guerras napoleónicas, mientras ahora quedan apenas unos 300 italianos en la costa croata y unos 500 en la costa de Montenegro.
Desde 2006 el independiente Montenegro tiene por lengua oficial el idioma serbio (dialecto Ijekaviano), que es hablado por la gran mayoría de la población de la que fuera la Albania veneciana. Pero en las áreas donde quedó muy marcada la influencia veneciana, hay organizaciones políticas que quieren llamar «idioma montenegrino» la lengua oficial de Montenegro y que propician el uso exclusivo del alfabeto latino. Todo esto evidencia la influencia de las comunidades romances en la costa montenegrina, donde todavía se aprecia —especialmente en las iglesias y edificios de los centros históricos de Cattaro (Kotor), Perasto (Perast) y Budua (Budva)— una arquitectura en típico estilo veneciano.
Por último cabe destacar que:
1. La lengua albanesa (parcialmente neolatina según algunos académicos) es oficial en la ciudad de Dulcigno (Ulcinj).
2. La lengua italiana viene promocionada activamente en Montenegro gracias a la labor de la «Comunitá Nazionale Italiana del Montenegro» y del «Comitato Cattaro» (de la Asociación Dante Alighieri).
3. Recientemente el centro histórico de Cattaro (Kotor) ha sido calificado «Patrimonio de la Humanidad» por parte de la Unesco, gracias en parte a la arquitectura veneciana que lo caracteriza.

## Galería

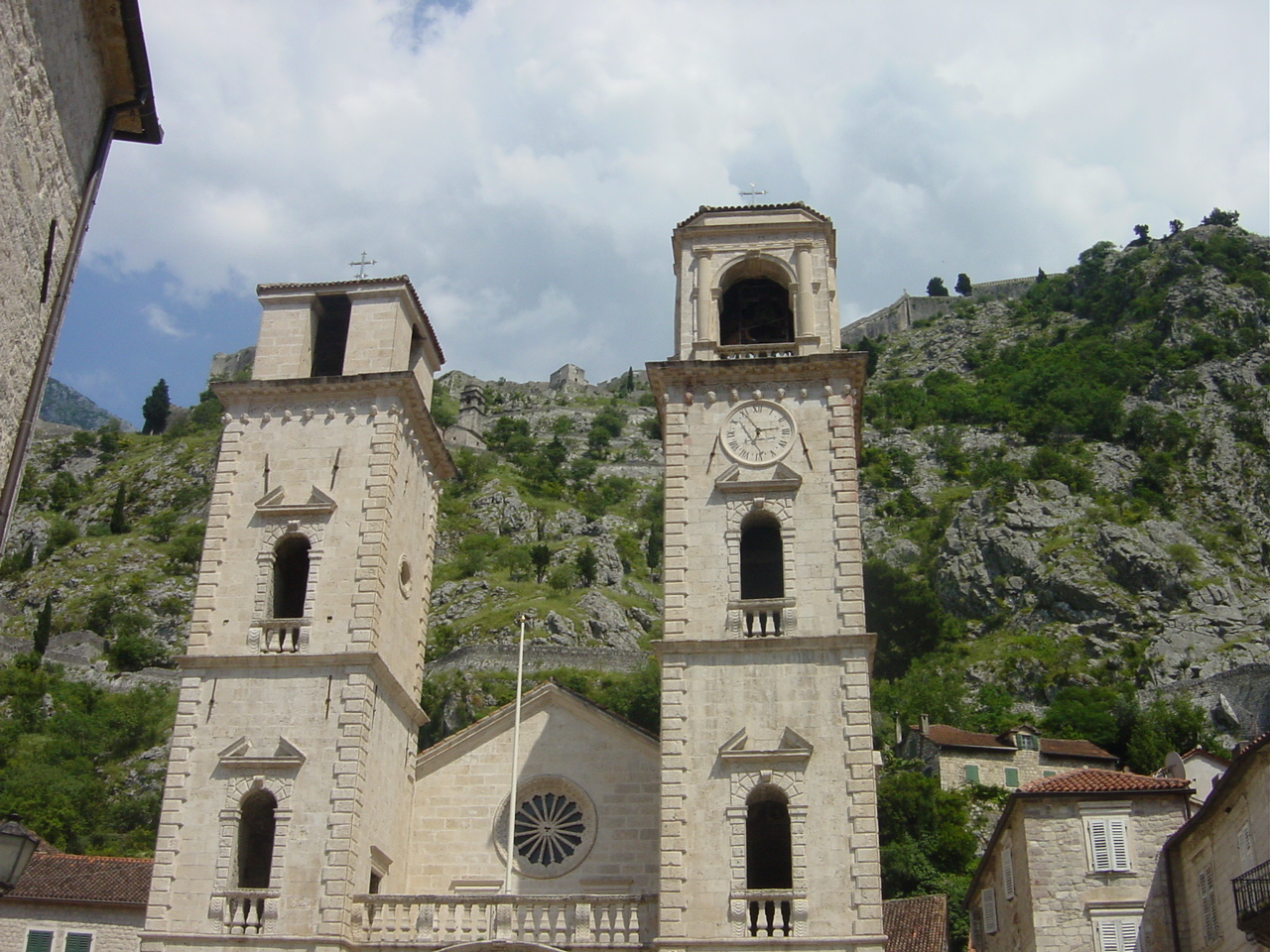
Catedral católica de San Trifon en Cattaro (Kotor)
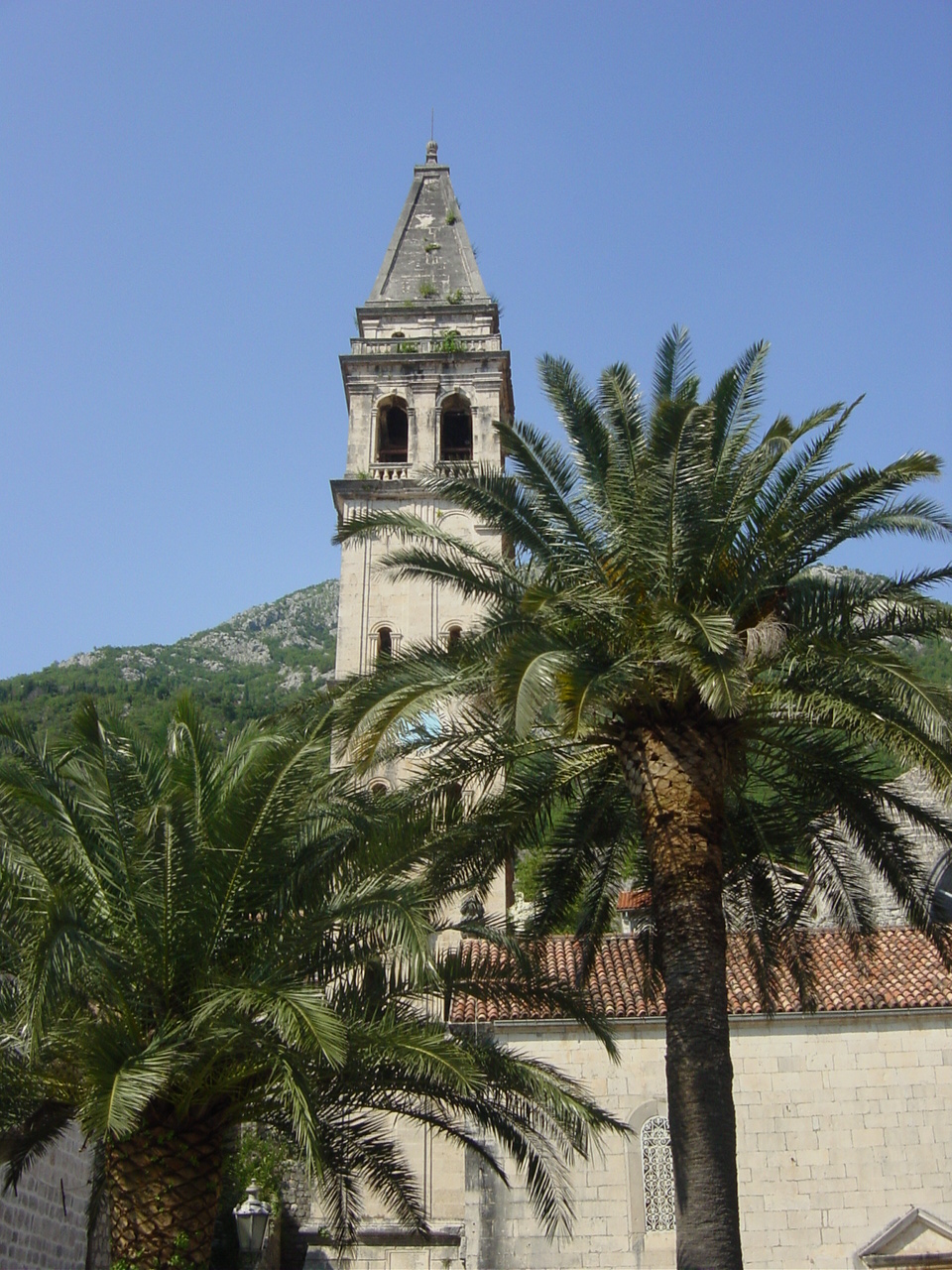
Iglesia principal de Perasto (Perast) con su campanario en típico estilo veneciano
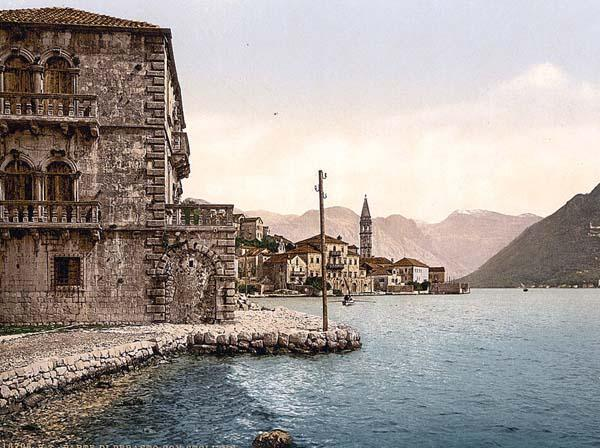
Postal donde se aprecia la arquitectura veneciana de Perasto en 1900
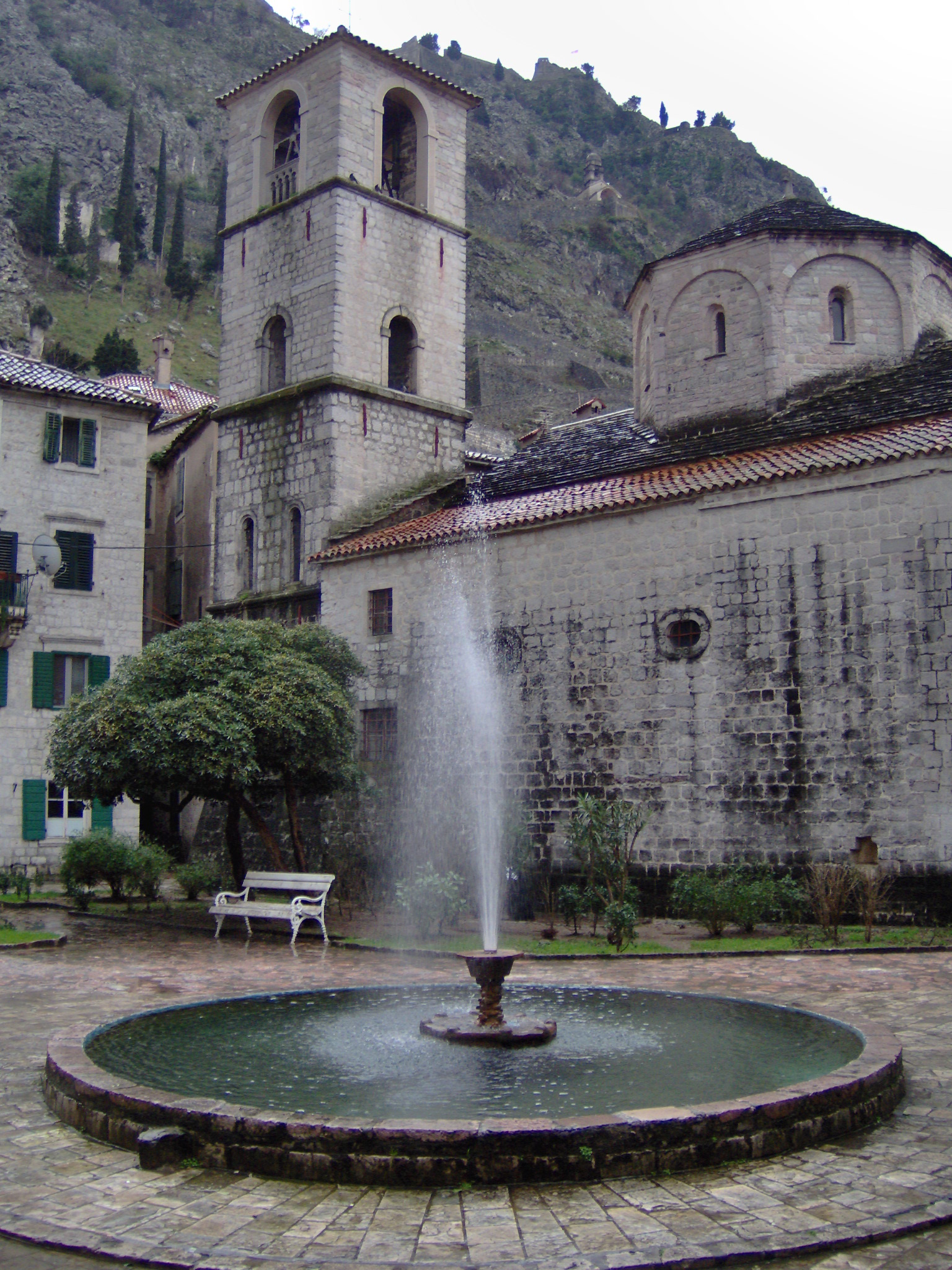
Vieja Cattaro (Kotor)
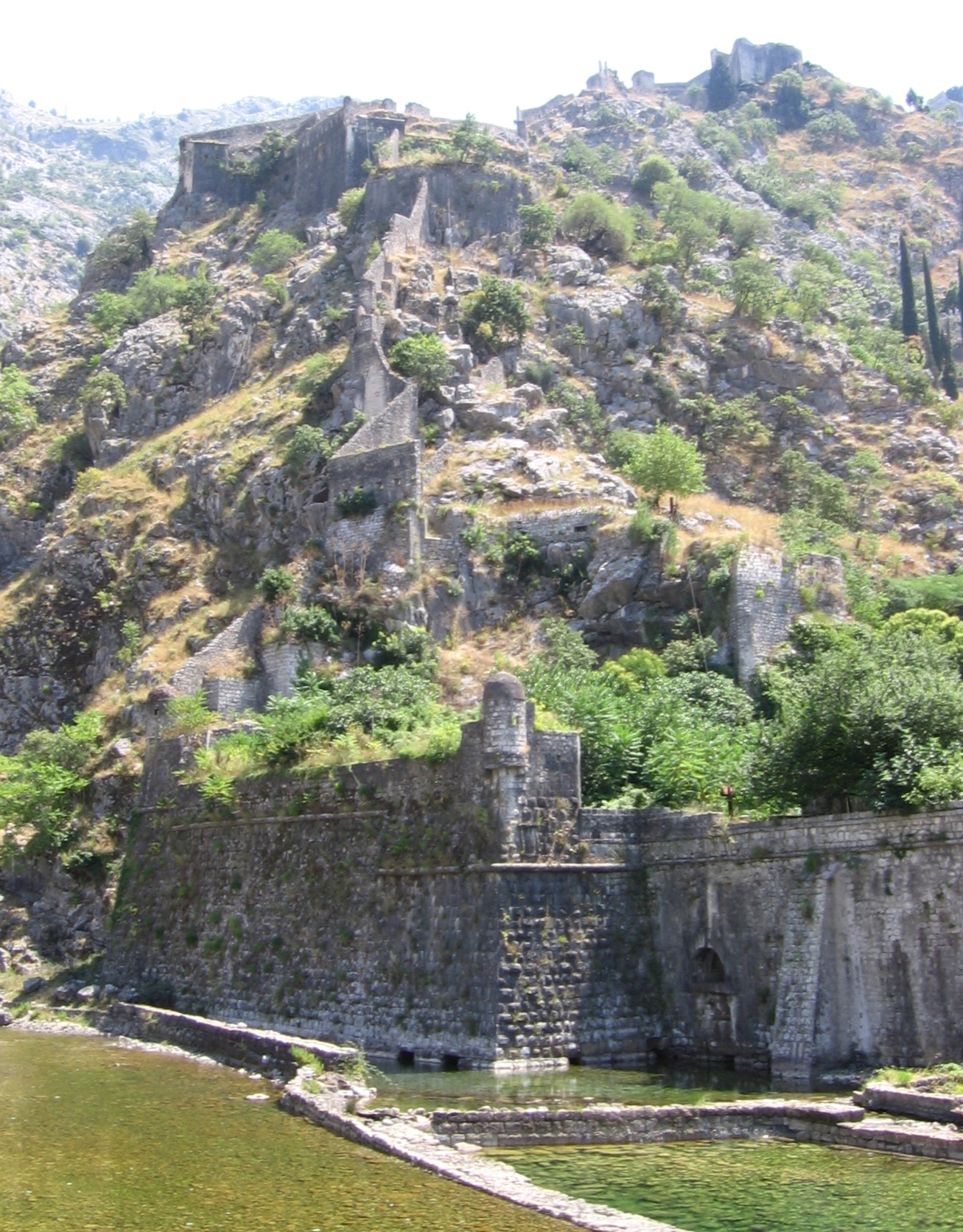
Muros venecianos (fortificados) de Cattaro (Kotor)
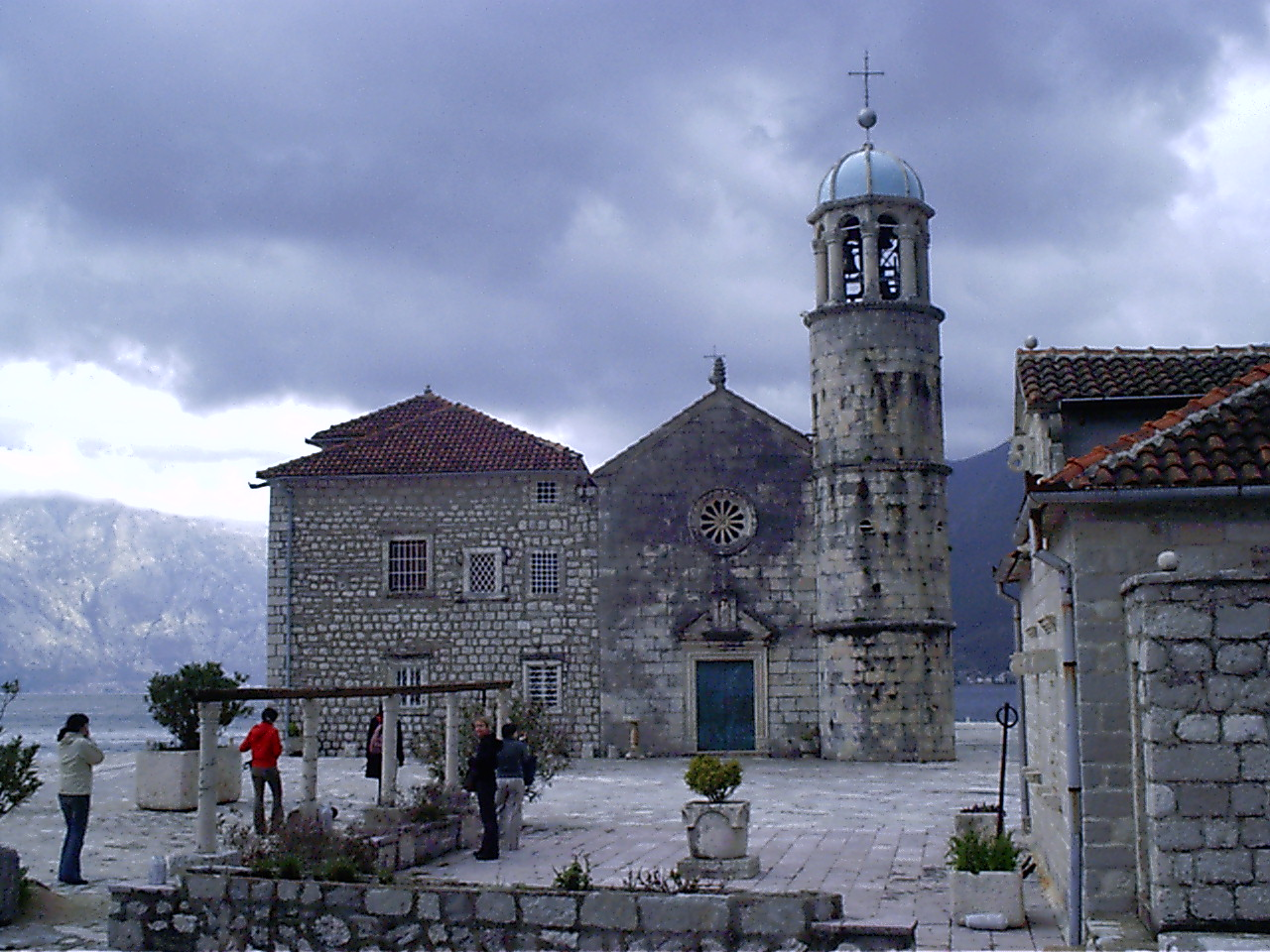
Vieja Perasto (Perast). Iglesia S. Giorgio (isla artificial)
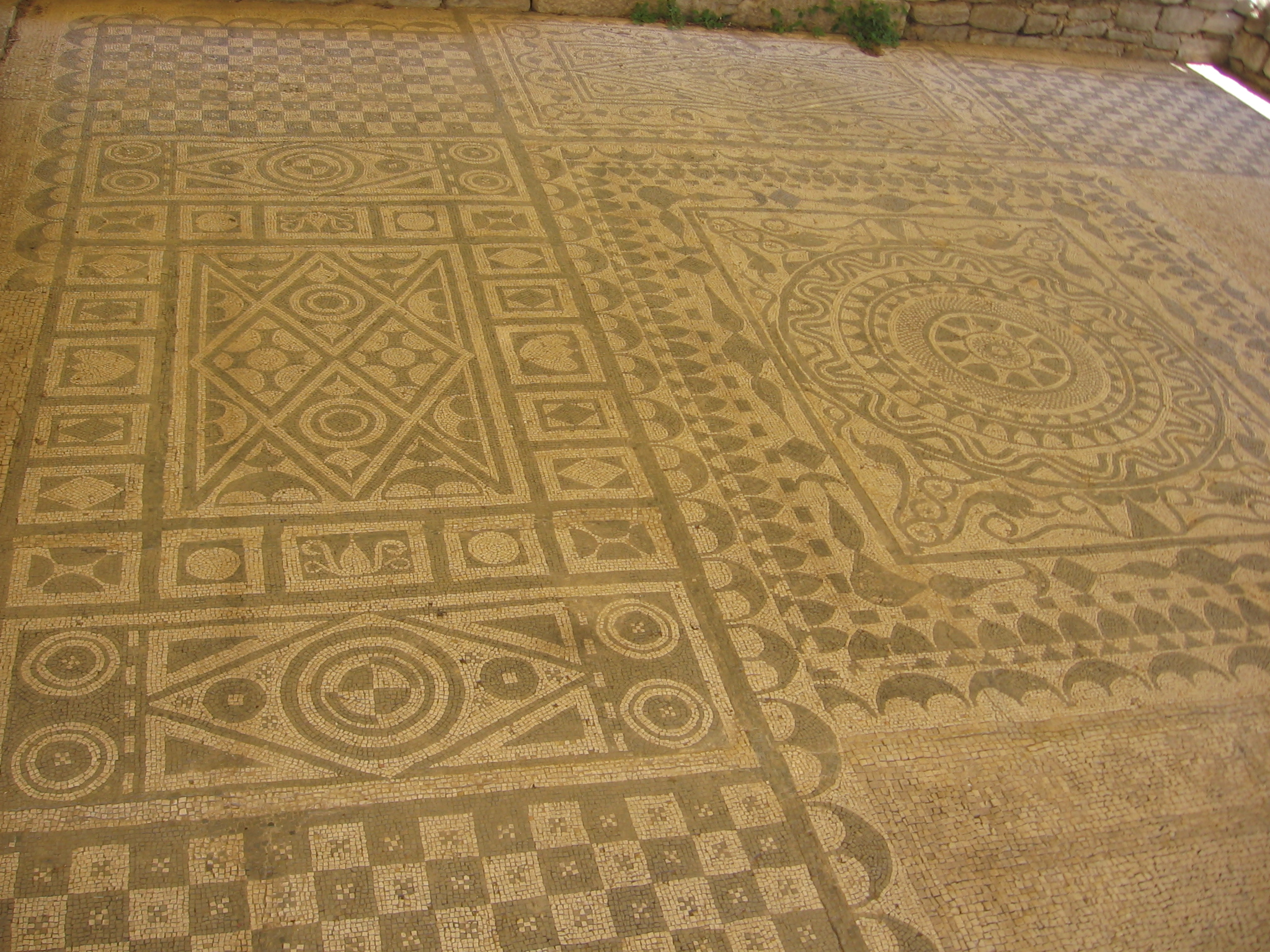
Mosaicos romanos en Risano (Risan)
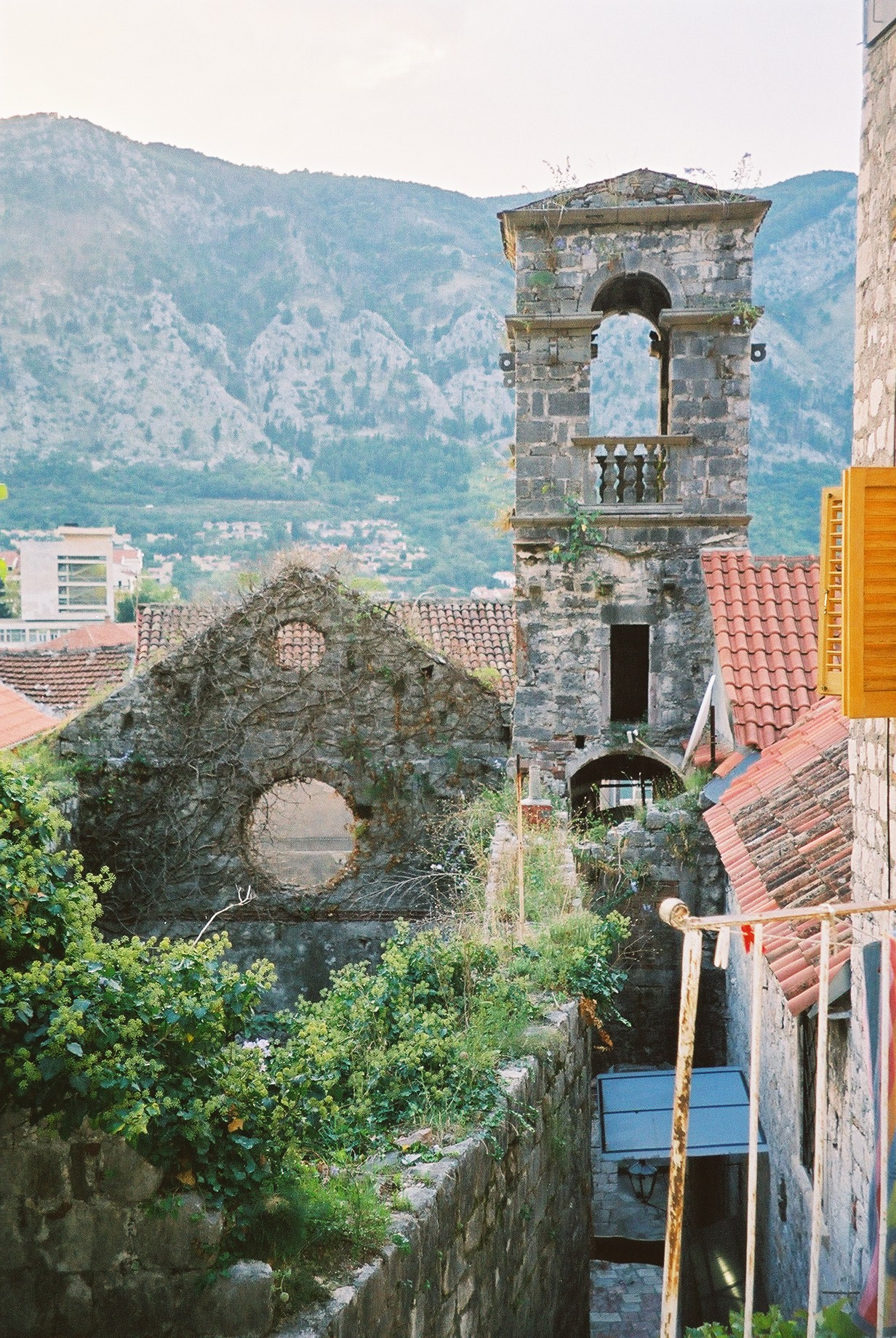
Iglesia veneciana (abandonada) en Cattaro (Kotor)